# ゼルダの伝説シリーズ
ゼルダの伝説シリーズ（ゼルダのでんせつシリーズ、英: The Legend of Zelda series）は任天堂が開発・発売しているコンピュータゲームシリーズ。

## 概要
1986年の初代『ゼルダの伝説』の発売以来、長きにわたってユーザーに支持されている、任天堂のアクションアドベンチャーゲーム、またはアクションRPG。初代『ゼルダの伝説』は宮本茂、手塚卓志、中郷俊彦、近藤浩治などのわずか数人によってファミリーコンピュータ ディスクシステムのローンチソフトとして開発された。
多くのシリーズ作品の共通点として「様々なダンジョンを攻略」「剣をメインとするアクション」「アイテムによる成長」「冒険の舞台が箱庭」などがある。
基本的なストーリーはプレイヤーの分身であるリンクがガノンなどの敵からお姫様のゼルダを助けるという物語。作品ごとに時代や主人公の設定は異なり、ストーリーも独立したものになっているため、シリーズの途中からでも理解できるものになっている。一方で「ハイラルの歴史」と称されるゲーム上の時系列は存在し、制作者へのインタビューや関連書籍等で度々言及されている（後述の「時系列」の項も参照）。
2023年11月8日、任天堂とArad Productions Inc.との共同制作で実写映画化することが発表された。映画製作費は任天堂が50%以上を持つ事で制作を主導し、プロデューサーは『ザ・スーパーマリオブラザーズ・ムービー』に引き続き、ゼルダの生みの親である宮本茂とアヴィ・アラッドが担当し、配給・共同出資はソニー・ピクチャーズ エンタテインメントが行う。公開は2027年5月7日を予定している。

## ゲームシステム
2Dゼルダ・3Dゼルダ
ゼルダの伝説シリーズは初代『ゼルダの伝説』『神々のトライフォース』『夢をみる島』『ふしぎの木の実』と2Dのトップビュー（俯瞰）型のゲームシステムを採用しており、「ゼルダの伝説=トップビューのゲーム」という図式が確立された。
1998年発売の『時のオカリナ』はこれまでのトップビュー型のゲームシステムから転換し、NINTENDO 64の機能を活かし3DCGのフィールドを三人称視点で操作する3Dアクションゲームとなった。これまでのゲーム性を損なわない立体表現による臨場感や謎解き、3D空間でのスムーズな剣アクションを実現した。
このほかサイドビューによる横スクロールアクション（『リンクの冒険』）、シューティングゲーム（『リンクのボウガントレーニング』）などもリリースされている。
アクション
武器による攻撃やアイテムの使用など豊富なアクションが可能となっている。3Dになった『時のオカリナ』では「タテ斬り」「ヨコ斬り」「ジャンプ斬り」といった剣術も追加され、『風のタクト』や『トワイライトプリンセス』ではタイミングよく攻撃することで大技を繰り出すことができる。また、『スカイウォードソード』ではWiiリモコンプラスによる操作でより直感的なアクションが可能となった。
注目システム
『時のオカリナ』以降の3D作品で搭載されている、ボタンを押すことで敵や人物などを自動でロックオンできるシステム。『時のオカリナ』と『ムジュラの仮面』の際は、Zトリガーボタンを押すことから「Z注目システム」と呼ばれた。
謎解き・アイテム
ゼルダの伝説シリーズでは、基本的にダンジョンで謎解き用のアイテムを入手し、それを使ってダンジョンを攻略していくゲームデザインがなされている。『風のタクト』ではリンクの目の動きから謎解きのヒントを得たり、『スカイウォードソード』ではWiiリモコンプラスを使ってアイテム操作したりするなど、謎解きの方法は作品ごとにも特徴がある。『神々のトライフォース2』ではこれまでのシリーズと異なり、謎解き用のアイテムを店で購入できるようになっている。
高難易度モード
一部の作品では高難易度モードとして「裏ゼルダ」や「辛口モード」、「マスターモード」が搭載されている。「裏ゼルダ」は「表」とダンジョンの構造や謎解き要素が全く異なり、「辛口モード」では被ダメージが2倍になるなどの厳しい条件でプレイすることになる。
グラフィック
『風のタクト』以降、特に3Dゼルダは様々なグラフィックでリリースされており、『風のタクト』ではトゥーンレンダリングを用いたアニメ調のグラフィック、『トワイライトプリンセス』ではキャラクターの頭身が上がったリアルなグラフィックとなり、『スカイウォードソード』はトゥーンレンダリングの技法を部分的に使用したハーフトゥーンという技法でふんわりとした柔らかいグラフィックを実現している。特に『風のタクト』では「さわれるアニメーション」を謳い、チラシなどで大々的に宣伝されていた。
音楽
初代『ゼルダの伝説』の音楽や効果音は当時入社2年目の近藤浩治が制作を担当。以後も近藤はゼルダの音楽に携わり、制作・監修などを行っている。ゲーム内で使われる謎解きの際の効果音と宝箱を開けた際の効果音はシリーズを通して大きく変えること無く使用され続けている。また、『トワイライトプリンセス』以降の作品ではオーケストラ音源がたびたび用いられるようになった。
ゼルダシリーズの音楽は、「ゲーム音楽」ならではの新しいアプローチが成されるのも特徴である。『時のオカリナ』ではハイラル平原のBGMの展開が毎回変わる、敵と戦う際にシームレスで戦闘曲に切り替わる、『風のタクト』では攻撃ヒット時に曲のコード進行にあわせた音階のトゥッティ音が鳴る、敵と光弾を打ち合う際にBGMが半音ずつ上がるといった試みが行われている。こうした取り組みについて近藤浩治は「ゲームが他のメディアと違うのは、リアルタイムに反応があるということ。このインタラクティブ性を生かしたサウンド作りをする、サウンドのアイデアを盛り込むことが一番重要だと考えている」と語っている。
通信
ゼルダの伝説シリーズは基本的にひとりで遊ぶ作品が多いが、『トライフォース3銃士』『4つの剣』などはマルチプレイを前提としたシステムとなっている。そのほか『ふしぎの木の実』のリンクシステム、『4つの剣+』のコネクティビティ（ゲームキューブとゲームボーイアドバンスの通信）、『夢幻の砂時計』のニンテンドーWi-Fiコネクションに対応した通信対戦やすれちがい通信など様々な形で通信要素が取り入れられている。
ゼルダらしさ
ゼルダの伝説シリーズの開発者インタビューなどで頻出する文言で、おおむね初代から受け継がれるシリーズの伝統システムや空気感を指すが、言語化されているわけではなくその定義については各々の関係者で考え方が違っている。例として『トワイライトプリンセス』発売時のインタビューで宮本茂は 「お客さんをバカにしてないこと」だとしている。任天堂元社長の岩田聡は「人の数だけゼルダらしさの定義はあり、それが少しずつ重なり合い最終的にまとまる。さらに言えば言語化されていない定義じゃないことこそがゼルダが豊かである理由」と述べている。また、プロデューサーの青沼によるとゼルダは最終的には宮本がプロデュースを行う図式になっており、些細な演出などに「宮本チェック（通称・ちゃぶ台返し）」という確認作業が挿入されるとしている。チェックする部分はゲームにとって些細ではあるが、それらの積み重ねで「ゼルダらしさ」は構築されているという。
ゼルダのアタリマエ
2013年1月23日に放映された「Nintendo Direct」の中で、プロデューサーの青沼英二により、今後のゼルダシリーズについて「ゼルダのアタリマエを見直す」（英：rethink the conventions of Zelda）という開発方針が示された。映像では、見直すべき「ゼルダのアタリマエ」の例として「シナリオに沿って進める」「順番にダンジョンを攻略する」「一人で黙々と遊ぶ」の3つが挙げられた。取り組みの一環として、2013年発売の『神々のトライフォース2』では物語後半のダンジョンを、2017年発売の『ブレス オブ ザ ワイルド』などではほぼ全てのダンジョンを順不同で攻略できるシステムになっている。

## 評価・売上
売上
ゼルダの伝説シリーズの世界累計売上本数は2023年3月末時点で1億3000万本に達している。
評価
ゲーム内容の評価として『時のオカリナ』『風のタクト』『スカイウォードソード』『ブレスオブザワイルド』『ティアーズオブザキングダム』は週刊ファミ通クロスレビューで満点の40点を獲得しているほか、ニンテンドー3DSとWii Uでは2015年2月時点で『時のオカリナ3D』『ムジュラの仮面3D』『神々のトライフォース2』『風のタクトHD』がMetacriticにおいてメタスコア85以上・ユーザースコア8.5以上という評価を得ている。また、『スカイウォードソード』は海外の辛口メディアにも最高傑作との評価が得られたという。
一方でプロデューサーの青沼英二によればネガティブな評価も少なくなく、『時のオカリナ』から絵柄を大きく変えた『風のタクト』では絵の好き嫌いで評価が分かれたと振り返っている。しかし時間が経つとそのネガティブな意見を見直し評価が高まっていく傾向があるといい、Nintendo of America（任天堂の米国法人）のビル・トリネンはこれを「ゼルダ・サイクル」と呼んでいる。

## タイトルロゴ
日本版のタイトルロゴは、初代『ゼルダの伝説』から『BSゼルダの伝説 古代の石盤』まで（『リンクの冒険』を除く）、「ゼルダの伝説」の文字をかたどったほぼ同じロゴタイプが用いられていた。
日本国外版では、『The Legend of Zelda: A Link to the Past』（『神々のトライフォース』）の際に「Z」の文字が大きめに描かれたロゴタイプが採用され、以降、このデザインが最新の作品まで引き継がれている。
日本版『時のオカリナ』では当初、従来と同様のロゴタイプを制作していたが、最終的に日本国外版と同じロゴが採用された。これ以降、『トワイライトプリンセスHD』まで全世界でほぼ共通のロゴが用いられるようになった（『夢をみる島DX』を除く）。
『ムジュラの仮面』以降の作品では、ロゴの周りや背景に作品を象徴するイラストが配されている。
『風のタクト』などでは『時のオカリナ』以前の「ゼルダの伝説」のロゴタイプを小さく併記している。一方で『トワイライトプリンセス』などでは日本語タイトルの表記が無く、日本国外版のロゴタイプと全く同じものになっている。
『ブレス オブ ザ ワイルド』以降の日本版作品の一部では初代のロゴタイプを踏襲したデザインに回帰し、「ゼルダの伝説」の文字の下に英題が小さめに併記されている。
また「ゼルダの伝説」の文字をかたどったロゴタイプが用いられた作品の内、初代『ゼルダの伝説』と、初代のロゴタイプを踏襲した『ブレス オブ ザ ワイルド』などでは「ダ」の下部分が伸びている。

## キャラクター
※同名キャラクターが複数作品に登場しているが、一部を除き同一人物ではなく、作品ごとに設定が異なる。
リンク
主人公。一部作品を除き、ほとんどのシリーズ作品に主人公として登場。世界の危機を救うべく冒険を繰り広げる。一部作品のリンクは「〇〇の勇者」（例：『時のオカリナ』のリンクは「時の勇者」）の異名・渾名で呼ばれることがある。
トゥーンリンク
いわゆるネコ目で、コミック調の絵柄のリンクの通称。『風のタクト』が初登場で、以後携帯ゲーム機では主にこのリンクが採用されている。
なお「トゥーンリンク」という名称は『大乱闘スマッシュブラザーズX』に登場する際に命名されたものである。
ゼルダ
主にハイラル王国の王女として登場。作品によって設定は違うが、物語の重要な役割を担うことが多い。その世界の平和の象徴のような存在で、作品によってはリンクと共に冒険するものもある。
ガノンドロフ
『時のオカリナ』など他シリーズに登場する大魔王。世界征服をもくろみ、リンクの最大の敵として待ち構える。『神々のトライフォース』の作中で名前のみ登場していたが、『時のオカリナ』で初めて姿が描かれた。変身体である「ガノン」を含めほぼ全ての作品で同一の存在だが、『4つの剣+』のガノンドロフは以前のガノンドロフの生まれ変わりとされている。
ガノン
猪のような姿をした魔獣。ガノンドロフと同一の存在で、『時のオカリナ』ではガノンドロフが直接変身したほか、『神々のトライフォース』などでは闇の力などによってこの姿で復活している。
エポナ
『時のオカリナ』『ムジュラの仮面』『トワイライトプリンセス』に登場するリンクの愛馬。性別は雌。乗ることで移動速度が向上する。『トワイライトプリンセス』ではエポナに騎乗してボスと戦う「馬上戦」が行われる。『ゼルダ無双』ではリンクの武器の一つとして登場。名前の由来は、ケルト神話やローマ神話における馬の守護神で、豊饒の女神とも言われる「エポナ」（Epona）。『時のオカリナ』開発者の一人である小泉歓晃が命名した。
インパ
初代『ゼルダの伝説』から近年の作品まで長きにわたり登場している女性。作品によって容姿は大きく異なるが、ゼルダの目付けや乳母という設定はおおよそ共通している。『時のオカリナ』では古よりハイラル王家に仕えるシーカー族の末裔とされ、『スカイウォードソード』では女神ハイリア（後述）に仕えている。『ゼルダ無双』ではプレイアブルキャラとして登場し、ハイラル王国親衛隊長として戦う。名前の由来は伝承を意味する「Impart」。
ハイラル王
ハイラル王国の君主。実際に登場するのは『風のタクト』、『神々のトライフォース』、『ふしぎのぼうし』といった限られた作品で、『時のオカリナ』などでは存在のみ確認できる。『風のタクト』ではしゃべる船「赤獅子の王」として登場し、ガノンドロフを倒すためリンクを導く。『風のタクト』での本名はダフネス・ノハンセン・ハイラルというように、作品ごとにフルネームが異なる。『ゼルダ無双』では「ハイラル王」（日本国外版では「King Daphnes」）の名前でプレイアブルキャラとして登場し、帆を武器に戦う。
チンクル
緑色の全身タイツを身に着け、妖精の生まれ変わりを自称する35歳独身男性。風船を使って宙に浮かんでいることが多い。初登場の『ムジュラの仮面』ではリンクに周辺地域の地図を売る。『風のタクト』と『ふしぎのぼうし』では兄弟が登場する。『もぎたてチンクルのばら色ルッピーランド』などでは主役を務める。『ゼルダ無双』ではプレイアブルキャラとして登場し、風船を武器に戦う。
テリー
様々な品物を取り扱う行商人。『風のタクト』以降の作品で度々登場する。片言の言葉で会話し、時に口の悪さも見せる。作品によっては船や気球に乗って世界を移動する。
妖精
リンクのパートナーとして登場する妖精。冒険のヒントや敵の弱点などを教えてくれる。『時のオカリナ』のナビィ、『ムジュラの仮面』のチャット、『夢幻の砂時計』のシエラがいる。
大妖精
『時のオカリナ』などに登場。強大な力を持つ妖精で、リンクの能力を上昇させる。作品によって容姿は変わるが、『時のオカリナ』のものについて青沼は「一度見たら忘れられないキャラクター」と評している。『ゼルダ無双』では『時のオカリナ』などに近い姿で物語に登場するほか、リンクの武器の一つにもなっている。
コッコ
ハイラル王国の各地に生息するニワトリのような姿の鳥。『神々のトライフォース』以降、多くの作品に登場している。持ってジャンプすると滑空できるが、攻撃をすると大量に現れ反撃されてしまう。『トワイライトプリンセス』では反撃ではなくリンクと入れ替わって操作ができるようになる。『ふしぎの木の実』にはコッコ図鑑というアイテムもある。派生種として、手乗りサイズのコッコ（『時のオカリナ』）、滑空能力に優れた金色のコッコ（『トワイライトプリンセス』）が存在するほか、『ゼルダ無双』では巨大なコッコがプレイアブルキャラとして登場する。
ニワトリが採用された理由について宮本は「最初にニワトリを作ったので、そのまま活かした。ハイラル特有の動物を作る時間がなかった」と述べている。
フクロウ
『夢をみる島』などに登場する巨大なフクロウ。リンクの行く先々に現れ、旅を導く。『時のオカリナ』ではケポラ・ゲボラという名前で登場している。『スカイウォードソード』にはこのフクロウに似たゲポラという人物が登場する。また、『ムジュラの仮面』ではフクロウの像が各地に設置されており「大翼の歌」を奏でるとその像の場所までワープできる。宮本によるとケポラ・ゲボラはリンクを見守る祖父のような役割であるという。
スタルキッド
『時のオカリナ』『ムジュラの仮面』『トワイライトプリンセス』に登場する小鬼。森に棲み、リンクに対して人懐っこい態度をとるが、時には戦うことになる。『ムジュラの仮面』では邪悪な力の宿る「ムジュラの仮面」に操られ、タルミナの世界に月を落下させて破滅に導こうとする。『ゼルダ無双』ではプレイアブルキャラとして「ムジュラの仮面」をかぶった姿で登場。また、クロスオーバー作品である『ケイデンス・オブ・ハイラル: クリプト・オブ・ネクロダンサー feat. ゼルダの伝説』のモードの一つ「仮面交響曲」では主人公となる。
グフー
『4つの剣』『4つの剣+』『ふしぎのぼうし』に登場する魔神。ゼルダ姫を誘拐したり石化させたりする悪事を働くが、いずれも、「フォーソード」の力で4体に分かれたリンクによって倒される。『ふしぎのぼうし』では人間の姿で登場する。

## 民族・種族
複数のシリーズ作品に登場する民族・種族を記述する。
ハイリア人
女神ハイリアをルーツとする人々。ゼルダやリンクなどが該当する。耳が長いという特徴を持つが、これは「神の声を聞くため」とされている。
ゲルド族
砂漠地帯に住む女ばかりの一族。『時のオカリナ』では100年に1度だけ生まれる男が王になるしきたりがあり、ガノンドロフがその王として君臨する。『ブレス オブ ザ ワイルド』では男の侵入を禁じる「ゲルドの街」を形成している。浅黒い肌と鋭利な鼻が特徴。
シーカー族
太古に女神ハイリアに仕えていたとされる一族。ハイラル王国の建国後は王家を影から支えていた。『時のオカリナ』ではインパが一族唯一の生き残りとなっている。『ブレス オブ ザ ワイルド』での伝承によると、古代のシーカー族は自らの意思で動く兵器を作るなど高い技術力を持っていたという。シリーズで頻出するカカリコ村はかつてシーカー族が隠れ里として作ったもので、『トワイライトプリンセス』の「忘れられた里」もこれに該当する。
コキリ族
『時のオカリナ』に登場する、緑色の服を身につけた子供のような姿の種族。「コキリの森」に住み、それぞれ相棒の妖精をひとり連れている。森の外に出ることはできず、出ると死んでしまう。元々はハイリア人がルーツで、文明を築いたハイリア人から距離をとり森の中で独自の進化を重ねた者たちがコキリ族となった。『風のタクト』の時代にはコキリ族は存在しないが、古のコキリ族の賢者・フォドが幽体で登場する。
ゾーラ族
水と共に生きる魚類が進化した種族。初代『ゼルダの伝説』などで敵として登場する。『時のオカリナ』以降の作品では、「ゾーラの里」で王政を敷き人間と共生していることが多い。『ふしぎの木の実 時空の章』では人間に友好的な「海ゾーラ」と好戦的な「川ゾーラ」の2種がおり同族扱いを嫌っている。ゾーラ族が存在しない『風のタクト』では、古のゾーラ族の賢者・ラルトが幽体で登場する。
ゴロン族
岩のように硬い体を持つ屈強な種族。『時のオカリナ』以降、多くの作品に登場。主に火山地帯の「デスマウンテン」に住む。ゼルダシリーズの時系列で最も昔の時代とされる『スカイウォードソード』の時点で既に存在している。
デクナッツ族
『ムジュラの仮面』などに登場。植物のような姿をした種族。敵として登場することが多い。『ムジュラの仮面』ではウッドフォール地方で王国を築いている。
コログ族
顔に当たる部分が葉っぱのようになっている種族。動くたびにカラカラと乾いた音を鳴らす。主に森の中で暮らしているが、『ブレス オブ ザ ワイルド』などではハイラル王国の各地に現れる。『風のタクト』ではコキリ族が進化した姿とされている。
リト族
顔に嘴があり腕の部分が翼になっている種族。『風のタクト』では人間に近い姿、『ブレス オブ ザ ワイルド』などでは鳥に近い姿で登場する。『風のタクト』ではゾーラ族が進化した種族とされているが、『ブレス オブ ザ ワイルド』ではゾーラ族と併存している。

## 用語
トライフォース
触れた者の願いを叶える神の力。3片の三角形の板が連なり大きな三角形を形成している。3片はそれぞれ「力」「知恵」「勇気」を司り、ガノン、ゼルダ、リンクがそれらの力を宿す運命にある。三柱の女神「ディン」「ネール」「フロル」が世界を創造した際に残され、女神ハイリアがそれを守る役目となっていた。トライフォースが創られた理由は不明。
女神ハイリア
創生の時代よりトライフォースを守護していた女神。邪悪な存在を封じるため、後に人間へと転生する。
ハイラル王国
多くの作品で舞台となる国。女神ハイリアの転生者である人間の子孫により建国された。ハイラル王家の紋章は女神ハイリアの紋章とトライフォースの形が組み合わさったデザインになっている。
ハイリア文字
ハイラル王国で用いられる文字。日本語の五十音またはアルファベットと数字に対応しているが、作品により文字の形状が違うほか、同じ形状であっても時代により解釈が異なることがある。

## アイテム
剣
敵を攻撃するための武器のひとつ。初期装備の剣よりも攻撃力が上がる「ホワイトソード」「マジカルソード」「金剛の剣」なども登場する。
マスターソード
大魔王を倒す力が宿る退魔の剣。『神々のトライフォース』『時のオカリナ』など様々なシリーズ作品に登場する。マスターソードの誕生は『スカイウォードソード』で描かれ、剣の精霊・ファイが宿る「女神の剣」を女神たちの3つの炎で鍛え上げることで完成した。
フォーソード
『4つの剣』『4つの剣+』『ふしぎのぼうし』に登場する剣。使用者は4人に分裂するという特徴を持つ。グフーの封印にも用いられる。『ふしぎのぼうし』でリンクが集めた4つのエレメントによって誕生した。
盾
敵の攻撃を受け止める防具。ビームや炎が防げる「ハイリアの盾」、防御力が増加する「マジカルシールド」、光を反射する「ミラーシールド」などがある。
服
リンクが着る服。作品によって様々な種類があり、着替えると防御力の上昇や特殊能力などの効果が得られる。『トライフォース3銃士』には36種類の服がある。
靴
リンクが履く靴。ダッシュできるようになる「ペガサスの靴」、リンクの重量が増える「ヘビィブーツ」、履いていると一定時間空中を歩ける『ホバーブーツ』などがある。
ルピー
ゼルダシリーズにおける通貨で、緑色は1ルピー、青色は5ルピーといった具合に色によって価値が異なる。作品によっては新たなサイフを入手することで所持金の上限を増やすことができる。例として『時のオカリナ』では「おとなのサイフ」で200ルピーまで「巨人のサイフ」で500ルピーまで増やせる。なお、インドなどの通貨ルピーとは関係なく、ルビーのような宝石のイメージとして名付けられた。
ハート
入手するとリンクのライフがハート1つ分回復する。店で売られていることもある。
ハートの器
ボスを倒すと登場し、拾うとライフの最大値が1つ増える。初代『ゼルダの伝説』においては、タイトル画面では「イノチ　ノ　ウツワ(CONTAINER HEART)」と表記されており、説明では「ハートの水筒」と記載されている。
がんばりの器
リンクがダッシュなどの行動をとる際などに消費される「がんばりゲージ」の最大値を上昇させる。
ハートのかけら
集めるとハートの器になるアイテム。プログラム担当の中郷俊彦によると、ゲーム内のアイテム数を増やすためにハートの器を分割する案を考えたという。
まほうのツボ / がんばりツボ
まほうのツボは『時のオカリナ』、がんばりツボは『神々のトライフォース2』などに登場するアイテム。それぞれ、アイテムを使用する際に消費する「魔法力」もしくは「がんばりゲージ」を回復する。
ビン
中に薬や虫など様々なものを入れて持ち運ぶことができる容器。
妖精
ツボや草むらなどの中から出現することがある。触れると体力が回復し、ビンに入れておくと体力が尽きた際に蘇生する。妖精の泉で群れて飛んでいることも多い。蘇生時の体力回復数は作品によって異なる（『時のオカリナ』では全回復、『ムジュラの仮面』ではハート10個など）。
バクダン
敵に攻撃をしたり壁を壊すためのアイテム。『時のオカリナ』などでは「ボム袋」に入れて持ち歩くことができ、ボム袋の大きさによって所持数も増やせる。自走型バクダン「ボムチュウ」など、様々な派生系もある。既製品ではなく、「バクダン花」という野生植物の果実をそのまま使用する作品もある。
弓矢
敵に攻撃をしたり、遠くのスイッチを押すことができるアイテム。矢は使用すると減っていき、店や宝箱から補充できる。
ブーメラン
敵に攻撃をしたり、遠くのアイテムを引き寄せることができる。
フックショット
敵に攻撃をしたり、遠くの的に当てて的の側へ移動したりできる。
ダンジョンマップ
ダンジョンの作り、プレイヤーの現在位置等が表示される地図。
コンパス
入手するとダンジョン内の宝箱やダンジョンボスの位置等がダンジョンマップに表示されるようになる。

## シリーズ一覧

### 本編作品
| 1986 | ゼルダの伝説               |
| 1987 | リンクの冒険               |
| 1988 |                            |
| 1989 |                            |
| 1990 |                            |
| 1991 | 神々のトライフォース       |
| 1992 |                            |
| 1993 | 夢を見る島                 |
| 1994 |                            |
| 1995 |                            |
| 1996 |                            |
| 1997 |                            |
| 1998 | 時のオカリナ               |
| 1999 |                            |
| 2000 | ムジュラの仮面             |
| 2001 | ふしぎの木の実             |
| 2002 | 風のタクト                 |
| 2003 | 4つの剣                    |
| 2004 | 4つの剣+ ふしぎのぼうし    |
| 2005 |                            |
| 2006 | トワイライトプリンセス     |
| 2007 | 夢幻の砂時計               |
| 2008 |                            |
| 2009 | 大地の汽笛                 |
| 2010 |                            |
| 2011 | スカイウォードソード       |
| 2012 |                            |
| 2013 | 神々のトライフォース2      |
| 2014 |                            |
| 2015 | トライフォース3銃士        |
| 2016 |                            |
| 2017 | ブレスオブザワイルド       |
| 2018 |                            |
| 2019 |                            |
| 2020 |                            |
| 2021 |                            |
| 2022 |                            |
| 2023 | ティアーズオブザキングダム |
| 2024 | 知恵のかりもの             |

| タイトル                                   | 発売日         | 対応機種                                |
| ------------------------------------------ | -------------- | --------------------------------------- |
| ゼルダの伝説                               | 1986年2月21日  | ファミリーコンピュータ ディスクシステム |
| リンクの冒険                               | 1987年1月14日  | ファミリーコンピュータ ディスクシステム |
| ゼルダの伝説 神々のトライフォース          | 1991年11月21日 | スーパーファミコン                      |
| ゼルダの伝説 夢をみる島                    | 1993年6月6日   | ゲームボーイ                            |
| ゼルダの伝説 時のオカリナ                  | 1998年11月21日 | NINTENDO 64                             |
| ゼルダの伝説 ムジュラの仮面                | 2000年4月27日  | NINTENDO 64                             |
| ゼルダの伝説 ふしぎの木の実                | 2001年2月27日  | ゲームボーイカラー                      |
| ゼルダの伝説 風のタクト                    | 2002年12月13日 | ニンテンドー ゲームキューブ             |
| ゼルダの伝説 4つの剣+                      | 2004年3月18日  | ニンテンドーゲームキューブ              |
| ゼルダの伝説 ふしぎのぼうし                | 2004年11月4日  | ゲームボーイアドバンス                  |
| ゼルダの伝説 トワイライトプリンセス        | 2006年12月2日  | ニンテンドーゲームキューブ、Wii         |
| ゼルダの伝説 夢幻の砂時計                  | 2007年6月23日  | ニンテンドーDS                          |
| ゼルダの伝説 大地の汽笛                    | 2009年12月23日 | ニンテンドーDS                          |
| ゼルダの伝説 スカイウォードソード          | 2011年11月23日 | Wii                                     |
| ゼルダの伝説 神々のトライフォース2         | 2013年12月26日 | ニンテンドー3DS                         |
| ゼルダの伝説 トライフォース3銃士           | 2015年10月22日 | ニンテンドー3DS                         |
| ゼルダの伝説 ブレス オブ ザ ワイルド       | 2017年3月3日   | Wii U、Nintendo Switch                  |
| ゼルダの伝説 ティアーズ オブ ザ キングダム | 2023年5月12日  | Nintendo Switch                         |
| ゼルダの伝説 知恵のかりもの                | 2024年9月26日  | Nintendo Switch                         |

### リメイク・移植作品
| タイトル                                                             | 発売日                                          | 対応機種                             |
| -------------------------------------------------------------------- | ----------------------------------------------- | ------------------------------------ |
| ゼルダの伝説1                                                        | 1994年2月19日                                   | ファミリーコンピュータ               |
| ゼルダの伝説 夢をみる島DX                                            | 1998年12月12日                                  | ゲームボーイ、ゲームボーイカラー共通 |
| ゼルダの伝説 神々のトライフォース&4つの剣                            | 2003年3月14日                                   | ゲームボーイアドバンス               |
| ゼルダの伝説 時のオカリナ 3D                                         | 2011年6月16日                                   | ニンテンドー3DS                      |
| ゼルダの伝説 4つの剣 25周年記念エディション                          | 2011年9月28日 -2012年2月20日 （配信限定・無料） | ニンテンドーDSiウェア                |
| ゼルダの伝説 風のタクト HD                                           | 2013年9月26日                                   | Wii U                                |
| ゼルダの伝説 ムジュラの仮面 3D                                       | 2015年2月14日                                   | ニンテンドー3DS                      |
| ゼルダの伝説 トワイライトプリンセス HD                               | 2016年3月10日                                   | Wii U                                |
| ゼルダの伝説 夢をみる島                                              | 2019年9月20日                                   | Nintendo Switch                      |
| ゼルダの伝説 スカイウォードソード HD                                 | 2021年7月16日                                   | Nintendo Switch                      |
| ゼルダの伝説 ブレス オブ ザ ワイルド Nintendo Switch 2 Edition       | 2025年6月5日                                    | Nintendo Switch 2                    |
| ゼルダの伝説 ティアーズ オブ ザ キングダム Nintendo Switch 2 Edition | 2025年6月5日                                    | Nintendo Switch 2                    |

### 派生作品
| タイトル                                                                      | 発売日         | 対応機種                   |
| ----------------------------------------------------------------------------- | -------------- | -------------------------- |
| BSゼルダの伝説                                                                | 1995年8月6日   | サテラビュー               |
| BSゼルダの伝説 古代の石盤                                                     | 1997年4月      | サテラビュー               |
| ゼルダコレクション                                                            | 2004年3月18日  | ニンテンドーゲームキューブ |
| もぎたてチンクルのばら色ルッピーランド                                        | 2006年9月2日   | ニンテンドーDS             |
| チンクルのバルーンファイトDS                                                  | 2007年4月      | ニンテンドーDS             |
| リンクのボウガントレーニング                                                  | 2008年5月1日   | Wii                        |
| できすぎチンクルパック                                                        | 2009年6月24日  | ニンテンドーDSiウェア      |
| いろづきチンクルの恋のバルーントリップ                                        | 2009年8月6日   | ニンテンドーDS             |
| ゼルダ無双                                                                    | 2014年8月14日  | Wii U                      |
| ゼルダ無双 ハイラルオールスターズ                                             | 2016年1月21日  | ニンテンドー3DS            |
| ゼルダ無双 ハイラルオールスターズ DX                                          | 2018年3月22日  | Nintendo Switch            |
| ケイデンス・オブ・ハイラル: クリプト・オブ・ネクロダンサー feat. ゼルダの伝説 | 2019年6月14日  | Nintendo Switch            |
| ゼルダ無双 厄災の黙示録                                                       | 2020年11月20日 | Nintendo Switch            |
| ゼルダ無双 封印戦記                                                           | 今冬（予定）   | Nintendo Switch 2          |

## 時系列
本項では、ゼルダシリーズの設定資料集『任天堂公式ガイドブック ハイラル・ヒストリア ゼルダの伝説大全』（2011年 小学館 ISBN 978-4092271593 以下『ハイラル・ヒストリア』）と『ゼルダの伝説 30周年記念書籍 第2集 THE LEGEND OF ZELDA HYRULE ENCYCLOPEDIA :ゼルダの伝説 ハイラル百科』（2017年 徳間書店 ISBN 978-4198643782 以下『ハイラル百科』）に記載された内容を中心に、シリーズ公式サイト「ゼルダの伝説ポータル」や出版物等での開発者の発言により明かされた歴史と、ゼルダ史におけるシリーズの大まかな順を記載する。
前提
- 主人公の名前は「リンク」で統一する。
- 解説するものは発売済みのゲームのものであり、矛盾点や今後変化する場合もある。
- 一部スピンオフ作品は含まない。
- 『時のオカリナ』のあとの時間軸は「リンクがガノンドロフに敗北した時間軸」、「リンクがガノンドロフを倒した時間軸」、「リンクが子供時代に戻った時間軸」の3つに分かれる。
- 『ブレス オブ ザ ワイルド』『ティアーズ オブ ザ キングダム』はどの時系列に含まれるのか明らかになっていない[注 6]。同作劇中で判明しているのはガノンが1万年以上時間経過を経て語り継がれている[126]という縦時系列での説明のみ。

### 時の勇者リンクが現れるまでの時代
創世の時代
『時のオカリナ』『神々のトライフォース』などで語られるゼルダの世界の創造にまつわる神話。
- 遥か昔、「力の女神・ディン」が大地を、「知恵の女神・ネール」が秩序を、「勇気の女神・フロル」があらゆる生き物を創造し、世界が生まれた。
- 3人の女神はどんな願いでも叶えるトライフォースを残し、世界から去った。
- 創造された世界とトライフォースは女神ハイリアが見守ることになる。

スカイウォードソード（Wii/Switch）
ハイラル史の始まりの物語である。遥か昔、世界を創造した三大神は万能の力「トライフォース」を残し、以降、それらは大地と共に女神ハイリアが守護してきた。時代は下り、地上ではトライフォースを得るために邪悪なる存在が魔族を率い、激しい殺戮が行われていた。そこで女神は生き残った人間と大地を空に浮かべ、命をかけて邪悪なる存在を封印した。しかし女神の力をもってしても完全な封印は出来ず、長くは保たないことを悟った女神ハイリアはトライフォースを使って邪悪なる存在を完全に消滅させることを決意。トライフォースは神の姿では扱えないため、ハイリアは神の身を捨て、人間へと転生した。
時は流れ、空に浮かぶ島「スカイロフト」では、ある日、島で暮らす女性・ゼルダが巨大な竜巻に飲まれ大地へと落下してしまう事件が発生する。ゼルダの幼馴染である青年リンクは、ゼルダを捜すべく、島に眠る聖剣「女神の剣」を手に取り冒険へと向かう。一方ゼルダは、封印の地と呼ばれる場所に降り立っていた。そこで出会った老婆から自らに課せられた運命について聞かされたゼルダは、その運命に従って過去の世界へと渡り、邪悪なる存在である魔族の王を封印し続けるために封印の神殿で永い眠りにつく。
リンクは女神の剣を鍛え上げて完成した「マスターソード」を携え、トライフォースの力で邪悪なる存在を消滅させる。封印の役目を終えたゼルダは永い眠りから目を覚ましリンクと再会する。王の現世での復活の野望を断たれた魔族長・ギラヒムは、ゼルダをさらって過去の世界へ向かい、ゼルダが秘める力を利用して魔族の王「終焉の者」の復活を果たすが、戦いの末にリンクはこれを倒し、マスターソードの力で封印した。
今作ではこれまで断片的にしか描かれてこなかった「マスターソードの誕生」「ゼルダのルーツ」「ハイラルの創世」に関するエピソードが明かされている。終盤で登場する「終焉の者」は以降の歴史で登場するガノンドロフと見た目が類似しており、トライフォースを欲する姿勢も見せ、最期を迎える際は後世での復活を示唆するような言葉を残している。また、他作品で使われている「フィローネ」「オルディン」「ラネール」といった地名も登場しており、『ハイラル・ヒストリア』では今作のゼルダの子孫が後のハイラル王家であると記載されている。
ふしぎのぼうし（GBA）
ハイラル建国から長い年月が経ったある時、ハイラルの地に魔物が現れ世界が闇に覆われようとしていた。すると天から小さな種族「ピッコル」が降り立ち人間の勇者に黄金の光と1本の剣を与えた。勇者はその光と剣を携えて魔物と戦い、魔物は剣によって大きな箱に封印された。以降、ピッコルがもたらした剣は魔物が封印された箱とともにハイラル王家の元で保管され、人々はピッコルへの感謝を示すために年に一度「ピッコル祭り」を開催するようになった。
時は流れ、人間の世界とピッコルの世界がつながるとされる100年の節目を迎えた。ピッコル祭りが例年になく盛大に行われる中、ハイラル王国のゼルダ姫は、幼馴染の少年リンクを誘い祭りに参加していた。一方、ハイラル城内で行われた恒例の武術大会ではグフーという名の男が優勝し表彰式が行われようとしていた。表彰式に現れたグフーだったが、突然、城内に安置されていたピッコルの剣を折って魔物を封印から開放し、更には強大な魔力を用いてゼルダを石に変えてしまう。リンクは、ハイラル王から、石化を解くためにはピッコルの剣が必要であること、そして折れたピッコルの剣の修復にはピッコルの力が必要であることを聞き、ピッコルを探す旅に出る。
旅の途中、リンクは緑色の帽子のような姿をした謎の生き物・エゼロと出会い行動を共にすることになる。旅が終盤に差し掛かった頃、エゼロはグフーとの関係について語り始める。エゼロとグフーは元々はピッコルであり、グフーは賢者であるエゼロに師事していた。グフーはピッコルでありながら人間が持つ悪しき感情に興味を抱いており、ある日、エゼロがつくった、被る者の願いを叶えるという「願いの帽子」を盗んでしまう。この帽子によりグフーは魔神の力を手に入れ、エゼロを帽子の姿に変えてしまったのだった。
冒険の末にピッコルの剣は修復され「フォーソード」として蘇り、リンクはこの剣を手にしてグフーと対峙する。グフーはゼルダから黄金の光「フォース」を奪って大魔神となるが、フォーソードを持つリンクによって倒される。戦いの後、願いの帽子の力で人々の石化の呪いが解け、荒廃していたハイラルが元に戻ったことを見届けると、エゼロはピッコルの世界へ帰っていった。
エンディングでは、今回の物語が「リンクのはじめての冒険」とされている。
4つの剣（GBA）
『ふしぎのぼうし』から時代が経過し、倒されたはずの魔神グフーが復活する。グフーは各地で若い娘をさらい我が物にしようとしていたが、そこに1人の少年が現れる。少年は手にした剣の力で体を4つに分裂させて戦いに臨み、最終的にその剣でグフーを封印した。封印に用いた剣「フォーソード」は、その後ハイラル王国の管理下で大切に祭られることになる。
さらに時代は下り、封印に異変を感じたハイラル王国のゼルダ姫が知り合いのリンクとともにフォーソードの元を訪れると、すでに封印は解かれており、その場に潜んでいたグフーによりゼルダ姫がさらわれてしまう。リンクは伝承上の少年と同様にフォーソードを手に取って4人に分かれ冒険へ旅立つ。途中、3人の大妖精の力を借りてグフーの待つ風の宮殿へ辿り着き、リンクは再びグフーを封印してゼルダ姫を救出した。
時のオカリナ（N64/3DS）
ハイラル王国が統一戦争の戦火に包まれていた頃、ひとりの女性が赤ん坊を連れてハイラル南部にあるコキリの森に逃げ込み、息を引き取った。それから時が経ち、成長した少年リンクは育ての親のデクの樹から自分の運命を告げられ、ゼルダ姫のもとへ旅立った。一方、ゲルドの大盗賊であったガノンドロフは、その知性を生かしてハイラル王家に取り入り、王の信頼を得る。しかしその真の目的は聖地に眠る「トライフォース」の入手とハイラルの支配であった。ガノンドロフの野心を察知したハイラル王家の幼き姫ゼルダは神のお告げにあったリンクと出会い、先にトライフォースを手に入れて野望を阻止する計画を伝える。リンクは各地を巡り、聖地へ入るために必要な3つの精霊石を探し出して、聖地への入り口となる時の神殿へ向かう。しかしこの時、ハイラル城ではガノンドロフがクーデターを起こしていた。
リンクは時の神殿で封印を解き、中に安置されていたマスターソードを抜いて聖地への扉を開く。しかし、隙を突いてガノンドロフが聖地に侵入し「力のトライフォース」を強奪、ガノンドロフは大魔王となり、ハイラル全土を支配していった。一方、マスターソードの力で7年の時を渡り「時の勇者」となったリンクは冒険の中で六賢者を覚醒させたのちにガノンドロフが待つガノン城へと向かい城の最上階でガノンドロフと対峙、死闘の末にこれを撃破する。敗れたガノンドロフは「力のトライフォース」の力を暴走させて巨大な魔物「ガノン」となるが、リンクによって再び倒され、ゼルダ姫と六賢者によって「力のトライフォース」ごと封印される。役目を終えたリンクはゼルダ姫の力によって本来の7年前の時代に戻り、マスターソードは時の神殿にて再び永い眠りにつく。
本作のエンディングでリンクが元の時代へ帰還した後、7年後の未来について元の時代のゼルダ姫に話した事により、以後の時間軸分岐が発生し、ゼルダ史におけるターニングポイントとなっている。『ハイラル・ヒストリア』によると、以後の時間軸は作中での「時の勇者リンクが子供時代に戻った時間軸」「時の勇者リンクが魔王ガノンドロフを倒した時間軸」に加え、作中では語られない「時の勇者リンクが魔王ガノンドロフに敗北した時間軸」が存在する。この「敗北した時間軸」では、ガノンドロフが「力」のみならず「勇気」と「知恵」のトライフォースも手にして魔王ガノンとなったため、七賢者たちが最後の手段としてガノンを聖地ごと封印したとされる。
7年後の世界（魔王ガノンドロフを倒した時間軸）では、リンクが帰還する際、リンクに宿っていた「勇気のトライフォース」が解放され、後にハイラル王家の手により8分割されて管理される。一方で、本来の世界（子供時代に戻った時間軸）に帰還したリンクには勇気のトライフォースが宿ったままとなっている。このことが聖地のトライフォースに影響し、この時代のゼルダとガノンドロフにそれぞれ「知恵のトライフォース」「力のトライフォース」が宿る。帰還したリンクの勇気のトライフォースは、後の時代にあたる『トワイライトプリンセス』のリンクに継承されることになる。

### 時の勇者リンクが魔王ガノンドロフに敗北した時間軸
神々のトライフォース（SFC/GBA） / 夢をみる島（GB/GBC/Switch） / 古代の石盤（BS）
『時のオカリナ』で時の勇者リンクが敗れた後、賢者たちによって聖地はガノンごと封印されたが、これにより聖地の存在が人々に知れ渡ってしまう。欲深い人間がトライフォースを求めて聖地に向かったが、聖地は既にガノンにより「闇の世界」と化していた為、聖地から帰って来る者はいなかった。そうした中、徐々に悪しき力が湧き出ていることを懸念した当時のハイラル王は、七賢者とナイトの一族に聖地の完全封印を命じる。七賢者はガノンに対抗すべくマスターソードを扱える勇者を捜したが、その勇者が見つかる前にガノンの邪気が王宮を襲った為、急遽、聖地の封印に乗り出す。行軍の中では多くのナイトの一族が犠牲になったものの、七賢者は聖地の完全封印に成功した。
更に時代が下ったある時、ハイラル王国に謎の司祭・アグニムが現れる。アグニムはハイラル王に取り入り信頼を得ていたが、突如、国王を亡き者にして兵士たちを操り、ゼルダ姫を含めた七賢者の子孫の娘たちを捕えて生贄にしていった。最後のひとりとなったゼルダは、助けを求めてテレパシーを送る。それを受け取ったのが、ナイトの一族の末裔であるリンクであった。リンクは冒険の中でマスターソードを手に入れて「闇の世界」へ向かい、アグニムとガノンを撃破。その後、ガノンのもとにあったトライフォースに願いを込めて、ハイラルの地と犠牲者たちの命を蘇らせた。
大役を果たしたリンクは修行のため舟で海を巡る。その帰航中、舟が嵐に巻き込まれて遭難、この後にリンクが体験した出来事が『夢をみる島』である。
リンクがハイラルを後にしてから6年後の話となる『古代の石盤』では、肉体を封じられ精神体のみとなったガノンが新たな力を得るために異世界から「若者」を召喚する。異世界の「若者」はリンクに代わって「光の勇者」となり、ガノンを倒して世界に平和を取り戻した後、異世界へと帰還する。
ふしぎの木の実（GBC）
ハイラル王国を旅していた少年リンクは、導かれるようにハイラル城へと向かい、城内に安置されていた王国の秘宝トライフォースと対面する。トライフォースはリンクの勇気を試すべく、ハイラルとは別の世界「ホロドラム」と「ラブレンヌ」にリンクを転移させた。
転移先の地では、魔導士ツインローバが「滅びの炎」「嘆きの炎」「絶望の炎」を集めて大魔王ガノンを復活させようと目論んでいた。ツインローバは2人の配下・ゴルゴンとベランを使い、それぞれの地を守護する2人の巫女・ディンとネールを誘拐して、人々から「滅び」と「嘆き」の力を集めた。リンクはゴルゴンとベランを倒し巫女たちの救出に成功するが、「滅びの炎」「嘆きの炎」は完成してしまう。ツインローバは残りの「絶望の炎」の完成に向け、希望の象徴であるハイラル王国のゼルダ姫を誘拐し生贄にしようとするが、リンクが直前でこれを阻止する。ツインローバはやむを得ず自らの身を捧げ、不完全ながらもガノンが復活。戦いの末、ガノンはリンクに倒された。
エンディングでは、空に浮かぶ3片のトライフォースが3羽の鳥に姿を変えている。後の『神々のトライフォース2』の時代でトライフォースが3つに分かれているのは、この鳥が方々に飛び去ったことが要因ではないかとされる。
本作の発売当時に刊行されたゲーム雑誌『64DREAM』（毎日コミュニケーションズ）では『神々のトライフォース』と『ふしぎの木の実』に登場するリンクが同一人物である旨が記載され、『ハイラル・ヒストリア』でも同様に説明された。しかし、後の『ハイラル百科』ではこれまでと異なる時系列が示されて別人扱いとなり、「ゼルダの伝説ポータル」でも同一との表記はない。
神々のトライフォース2（3DS） / トライフォース3銃士（3DS）
『神々のトライフォース』の世界からはるか未来の物語とされ、地形などにも共通点が見られる。
ハイラルと似て非なる対の世界「ロウラル」にはかつてハイラルと同様にトライフォースが存在していた。しかしその万能の力を欲する者たちの争いが絶えず、ロウラル王家は事態の収拾のためにトライフォースを破壊する。ところが、世界の基盤であったトライフォースを失ったことでロウラルは崩壊を続ける闇の世界となってしまった。
それから時代が下ったある時、ロウラル王国を統治する王女・ヒルダは、王国の復興のためハイラルにあるトライフォースを奪おうと画策、王国の司祭・ユガをハイラルに派遣し強奪を図る。ユガはハイラルの七賢者とハイラル王国の王女・ゼルダを絵画に封じたのち、力のトライフォースを宿す魔王ガノンを召喚し融合する。一方ヒルダはハイラルの住人であるリンクを導いて七賢者を解放させ、勇気のトライフォースを目覚めさせる。その後リンクが向かったロウラル城でヒルダはゼルダに宿っていた知恵のトライフォースを奪い取るが、直後にユガがヒルダを裏切って力と知恵の2つのトライフォースを手にし強大な力を得る。リンクはゼルダより与えられた神器「光の弓矢」を用いてこれに対抗し、ユガを撃破した。
トライフォース強奪に失敗したヒルダはロウラルの崩壊を受け入れる。一方、ハイラルに帰還したゼルダとリンクは取り戻したトライフォースに願いを込めた。すると、失われていたロウラルのトライフォースが復活し、ロウラルに再び光が戻った。
この出来事から数年後、リンクが旅の途中で訪れたドレース王国で魔女・シスターレディに呪いをかけられたフリル姫を助けるため、3人1組のチームを組んで冒険する物語が『トライフォース3銃士』である。
知恵のかりもの（Switch）
怪物ガノンに囚われたハイラル王国のゼルダ姫を救うべく洞窟へ向かった剣士の少年リンクは、戦いの末にガノンを撃破するが、その直後、地面に裂け目が現れリンクがその中に呑まれてしまう。残されたゼルダは洞窟から脱出し王城へ帰還するが、そこでさらに裂け目が生まれてハイラル王や側近が呑まれる。すると直後に裂け目の中から偽のハイラル王が現れてゼルダに偽物の烙印を押しゼルダを投獄する。ゼルダが牢からの脱出を模索する中、目の前に妖精のトリィが現れて1本の杖を渡す。この杖は、目の前にあるものをコピーして全く同じ「カリモノ」を作り出すことができ、ゼルダはこの力を用いて城外へ脱出し、ハイラル全土に広がった裂け目から人々を救うため冒険することになる。
ゼルダは冒険の中でハイラル城へ戻り、そこで再び現れたガノンと戦い撃破する。しかし、このガノンはカリモノだったことがわかり、その後、裂け目を作り出している真の黒幕であるヌゥルの存在が明かされる。ゼルダは三柱の女神の導きによりヌゥルに対抗する力を得るが、ヌゥルはそのゼルダのカリモノを作り出し、これを利用して王国に伝わる「大いなる力」（見た目はトライフォースと同一）の一片を取り込み、さらなる大きな裂け目を生み出す。ゼルダは裂け目の中で再会したリンクとともにヌゥルと戦いこれを撃破、トリィはゼルダとの別れ際に大いなる力を用いてハイラルの大地を元通りにし、人々は無事に地表へ戻る。
本作の中では、これまで伝えられていた天地創造の時代よりもさらに前の時代の出来事が三柱の女神により語られ、この時代にヌゥルが既に存在していたことが明らかになる。創造前の無の世界では、世界に生まれ出ようとするものをヌゥルが食らいつくす所業が繰り返されており、これを見かねた女神たちはヌゥルを封じ込めるために天地を創造した。しかし、ヌゥルは天地を無に帰すべく裂け目を作り続けたため、裂け目の修復と天地の安寧を維持するためにトリィをもたらしたという。
ゼルダの伝説（FDS） / リンクの冒険（FDS）
その昔、大国であった頃のハイラルはトライフォースを扱う素養を持つ王によって治められ、秩序を保っていた。その後、王が亡くなり息子の王子が次期国王に即位することになるが、父王とは違いトライフォースの力を不完全な形でしか受け継げなかった。王子が原因を探る中、側近の魔術師が知らせをもたらす。それによると、父王は死ぬ直前、王子の妹のゼルダ姫（初代ゼルダ姫）だけにトライフォースの秘密を教えたという。王子と魔術師はゼルダ姫を問い詰めるが姫は口を開かなかった。そうした中、苛立つ魔術師がかけた魔法により、ゼルダ姫はその場に崩れ落ちて永遠の眠りについてしまう。王子は悲しみ、この過ちを忘れぬよう、王家に生まれる姫には代々「ゼルダ」と名付けることを決めた。その後、兄王は善政を敷いて国を治めるものの、トライフォースの力を失ったハイラルは秩序が薄れゆき、衰退の道を辿っていった。
『ゼルダの伝説』でのハイラルは、かつての大国ではなくハイラル地方の「小王国」となっていた。ハイラルにあるトライフォースは「力」と「知恵」の2枚のみでマスターソードも存在しない。大魔王ガノンは最初から封印されておらず、トライフォースを求めてハイラルに侵攻してきた。2枚のトライフォースのうち「力」はガノンに奪われるが、「知恵」はガノンに捕らえられる直前のゼルダ姫によって8つに分割され各地に隠された。一方、ガノンの元から逃れていたゼルダ姫の乳母インパは、魔物に襲われていたところを旅の途中であった少年リンクに助けられる。インパから事情を聞いたリンクは8つに分かれた「知恵のトライフォース」を集め、ガノンを退治して「力のトライフォース」を取り返し、ゼルダ姫を救出した。
『リンクの冒険』はそれから3年後が舞台。ガノン軍の残党が勇者リンクを生け贄にガノンの復活を企む中、リンクは永い眠りについている「初代ゼルダ姫」を目覚めさせるべく「勇気のトライフォース」を授かる試練に身を投じる。各地の神殿の封印を解き最後の試練に打ち勝ったリンクは見事「勇気のトライフォース」を獲得、初代ゼルダ姫は目を覚まし物語は幕を閉じる。
製品のキャッチコピーなどでは今作が「リンクの最後の冒険」と銘打たれていた。
『ゼルダの伝説』『リンクの冒険』は『神々のトライフォース』より未来の時代とされているが、この時代のハイラル王国が『神々のトライフォース』のハイラル王国と同一であるかどうかは不明である。また、『リンクの冒険』に登場する街の名前は『時のオカリナ』の六賢者の名前として使用されている。

### 時の勇者リンクが子供時代に戻った時間軸
ムジュラの仮面（N64/3DS）
『時のオカリナ』で魔王ガノンドロフとの戦いを終えた時の勇者リンクは、7年前の本来の時代に戻った。リンクはゼルダ姫の元を訪れて未来で起こる出来事について話し、ガノンドロフの野望阻止のために聖地を開かないよう伝えた。話を聞いたゼルダ姫は、リンクに対し、ガノンドロフの手が届かないところへ逃げるように告げた。その後リンクは人目を忍びつつ、冒険の末に別離した相棒の妖精ナビィを探して愛馬のエポナと共に旅を続けていたが、ある森の中で謎の小鬼・スタルキッドに襲われ、3日後に月の落下で滅びる運命にある並行世界「タルミナ」に迷い込んでしまう。冒険の末に月の落下を阻止しタルミナを救ったリンクは、再び人知れず旅に出る。
トワイライトプリンセス（GC/Wii/Wii U） / リンクのボウガントレーニング（Wii）
『時のオカリナ』でガノンを封印した後、時の勇者リンクが戻ってきた本来の時代（プレイヤー視点でいう「少年リンク側」の時間軸）から百数年後の話。『風のタクト』とはパラレルワールド（別の時間軸）の関係にあたる。
戦いを終えて本来の時代に戻った時の勇者リンクはこの時代のゼルダ姫のもとへ行き、ガノンドロフの野望を未然に阻止するように手を打ってから旅に出た。その結果、ガノンドロフの聖地侵略の目論みは失敗に終わり、本来なら起こる筈だった「時の勇者と魔王の戦い」が起こらず歴史が変化した。それから数年後、ハイラルの六賢者たちによってガノンドロフの処刑が執行されることになった。しかし、その最中にガノンドロフが「神の力」を発動させて賢者の一人を殺害、賢者たちは咄嗟の判断により、かつて聖地侵略を図った一族を封印した世界「影の世界」へガノンドロフを追放する。
ガノンドロフは影の世界で長い年月を経て怨念と化し、影の世界の王に仕える臣下・ザントに宿る。強大な力を得たザントは影の世界の住民を魔物に変え、影の世界の姫・ミドナの力を奪うと、光の世界のハイラル王国へ侵攻して王城のゼルダ姫を降伏させ、ハイラルの世界を影の領域へと変えていった。
そうした中で、ハイラル南部の村に住む青年リンクは神の力に選ばれた勇者として目覚め、ミドナはザントの打倒と影の世界の救済のためにリンクと行動を共にする。冒険の末、リンクはミドナとゼルダ姫の協力を受けてザントとガノンドロフを倒し、ハイラルに光と平和を取り戻した。ガノンドロフは最後に「光と闇の戦いの始まりと思え」という言葉を残した。
今作の外伝的作品として『リンクのボウガントレーニング』がある。
本作に登場する金色の狼と骸骨の剣士は、時の勇者が死後に姿を変えたものである。また、『ハイラル・ヒストリア』では本作のリンクが時の勇者の子孫であるとされている。
上述した影の一族の祖先が聖地侵略を図った時期は『スカイウォードソード』と『ふしぎのぼうし』の間の時代にあたる。
4つの剣+（GC）
『トワイライトプリンセス』でガノンドロフが倒されてから数百年後、ゲルド族とハイラル王国は親交を回復していった。しかし、新たに転生したガノンドロフが生まれ、村の掟を破って邪器「トライデント」を復活させる。その際に太古に封印された風の魔神グフーをも復活させ、封印の役目を持つ巫女やゼルダ姫がさらわれてしまう。リンクは安置されていたフォーソードを台座から抜いて体を4つに分け、冒険の旅に出る。最終的にリンクはフォーソードでグフーを倒し、ガノンドロフを封印した。
『ハイラル・ヒストリア』では、これがグフーの最期だと記載されている。一方のガノンドロフは、フォーソードに封印されながらも再び復活するような発言を残している。

### 時の勇者リンクが魔王ガノンドロフを倒した時間軸
風のタクト（GC/Wii U） / 夢幻の砂時計（DS）
『時のオカリナ』でガノンが封印され、時の勇者リンクが去った世界（プレイヤー視点でいう「青年リンク側」の時間軸）の未来の話。『トワイライトプリンセス』とはパラレルワールド（別の時間軸）の関係にあたる。
かつて時の勇者によって封印された魔王ガノンドロフであったが、長い時を経て復活してしまう。民は再び時の勇者の登場を願ったがついに叶わず、ハイラル王国は滅亡へと向かう。民は全ての運命を神に委ね、願いを聞き入れた神はハイラルごとガノンドロフを封印し、王国は海の下に沈んだ。
滅亡の時から数百年が経過し、広大な海に点在する島では人々が穏やかな生活を送っていた。そうした島の1つ「プロロ島」に住む少年リンクは12歳の誕生日を迎え、かつて時の勇者が着ていたとされる服になぞらえた緑の衣を授かった。しかしその矢先、謎の怪鳥・ジークロックが島を強襲し妹のアリルがさらわれてしまう。リンクは先に出会った海賊団のリーダーの少女テトラに頼み込み妹の救出のため冒険の旅に出る。
旅を進める中で無事アリルを救出したリンクは、その後、現世に復活したガノンドロフと対決する。しかし、手にした退魔の剣・マスターソードでは傷一つ負わせることもできず、リンクはその場から撤退する。そうした中、かつてハイラル王国を治めていたハイラル王と出会う。ハイラル王の助言をもとに二人の賢者・マコレとメドリの力を受けマスターソードが真の力を取り戻すと、リンクはこの剣を持って再びガノンドロフと対峙。戦いではゼルダ姫として覚醒したテトラの支援を受け、最終的にリンクがガノンドロフの額にマスターソードを突き立てて、ガノンドロフはその場で石化する。戦いの後、王国で繰り返される争いの歴史を断ち切ろうとハイラル王が所願したトライフォースの力により、ガノンドロフとハイラル王は、ハイラル王国もろとも海の底へ消える。ハイラル王から未来を託されたリンクとテトラは、プロロ島への帰還後、島民へ別れを告げ新天地を求めて新たな旅へ出る。
この新天地を求める航海の途中に起きた冒険譚が『夢幻の砂時計』である。
大地の汽笛（DS）
『風のタクト』と『夢幻の砂時計』のリンクやテトラたちは、無事に新天地に辿り着いた。そこにはかつて光の神が魔王マラドーの魂を封印した「神の塔」がそびえ、その塔から伸びる「神の線路」が大地に張り巡らされていた。リンクとテトラは、この地で封印を守護してきた種族・ロコモ族の理解を得て「新生ハイラル王国」を建国。人々は鉄道を用いて大地を行き交い、王国は繁栄を続けた。
建国から100年程の時が過ぎた頃、ハイラル王国では、地面に敷かれていた線路が次々と消える現象が発生していた。その原因を探ろうと王国のゼルダ姫は機関士の少年リンクが運転する汽車に乗って神の塔へ向かったが、その途上、魔王復活を目論む王国の大臣・キマロキに行く手を塞がれる。そこでゼルダはキマロキの魔術により肉体と魂を分離され、肉体が奪い去られてしまう。魂のみの存在となったゼルダは、その姿が見えるリンクと共に、ハイラルの平和とゼルダの肉体を取り戻す旅へ出る。
冒険の末にリンクとゼルダはキマロキの元へ辿り着くが、一足遅く、魔王マラドーはゼルダの肉体を依り代にして復活する。ただ、その復活は不完全なものであったため、完全復活を目指しキマロキと共にその場を離れる。リンクとゼルダは魔王マラドーたちが身を隠す闇の世界へ向かいマラドーを撃破、その魂はゼルダの肉体から排除され本来のゼルダの魂が宿る。行き場を失ったマラドーはキマロキの肉体を取り込み巨大な獣のような姿へ変貌するが、リンクとゼルダの共闘によってこれを打ち破り、ハイラルの地に平和が戻った。
この『大地の汽笛』に登場するゼルダは、『風のタクト』と『夢幻の砂時計』のテトラの玄孫（5代目）にあたる。一方、テトラと共に冒険していたリンクに関しては、ゆかりの品は登場するものの、消息については語られていない。

### 時間軸不明
封印戦記 (Switch 2)
厄災の黙示録 (Switch)
ブレス オブ ザ ワイルド (Wii U/Switch)
ティアーズ オブ ザ キングダム (Switch)
ハイラル王国は遙か昔の神話の時代から幾度となく魔王ガノンの厄災に見舞われ、その度に退魔の剣を持つ騎士と、聖なる力を持つ姫がガノンを封印するという繰り返しの歴史を辿ってきた。 1万年前、高度な技術文明を確立していたハイラル王国は、その技術をもってガノン封印の一助とすべく4体の巨大兵器「神獣」と自律無人兵器「ガーディアン」たちを製造し、退魔の剣を持つ勇者と姫の聖なる力でガノンを封印した。
そして100年前、先の封印が伝説となりつつある頃、ハイラル王家に仕える占い師がガノンの復活を予言し、ハイラルの民は古代に作られた神獣とガーディアンを発掘・研究・運用し、王国の守りにあたらせ、退魔の剣を持つ騎士リンクと4体の神獣の繰り手である4人が英傑の任についてガノン討伐の準備をしていた。しかし、ガノンはハイラル城の地下に復活し、頼みの綱であった4体の神獣とほとんどのガーディアンの制御を乗っ取って支配下に置き、ハイラル王やリンク以外の4人の英傑をはじめとした多くのハイリア人が犠牲となってハイラル王国は滅亡した。生き残ったゼルダ姫は致命傷を負った騎士リンクを治癒するため彼を始まりの台地の回生の祠へ収容すると、自らの封印の力で厄災ガノンを抑えることを決意した。
やがて、「大厄災」と呼ばれる災害から100年の時が流れ、目覚めを促す謎の声に呼応してリンクは長い眠りから目覚めるも、一切の記憶を失っていた。ハイラルの大地へ踏み出したリンクは、フードを被った老人と出会う。謎の声と老人の導きにより、リンクは厄災ガノン討伐とゼルダ救出のため冒険へと旅立ち、数々の記憶を取り戻しながら強くなってゆく。最後にガノンと戦うことになり、ゼルダの封印の力でガノンを封印する。

### 系図
|  |  |                        |                      |                      |                      |                      |                      |            |            |            |            |            |            | 【天地創造】           |                        |                        |                        |                        |                        |                |                |                |                |                |                |  |  |                          |              |              |              |              |              |              |              |              |              |              |              |            |            |            |            |            |            |
|  |  |                        |                      |                      |                      |                      |                      |            |            |            |            |            |            |                        |                        |                        |                        |                        |                        |                |                |                |                |                |                |  |  |                          |              |              |              |              |              |              |              |              |              |              |              |            |            |            |            |            |            |
|  |  |                        |                      |                      |                      |                      |                      |            |            |            |            |            |            | スカイウォードソード   |                        |                        |                        |                        |                        |                |                |                |                |                |                |  |  |                          |              |              |              |              |              |              |              |              |              |              |              |            |            |            |            |            |            |
|  |  |                        |                      |                      |                      |                      |                      |            |            |            |            |            |            | 【マスターソード完成】 |                        |                        |                        |                        |                        |                |                |                |                |                |                |  |  |                          |              |              |              |              |              |              |              |              |              |              |              |            |            |            |            |            |            |
|  |  |                        |                      |                      |                      |                      |                      |            |            |            |            |            |            |                        |                        |                        |                        |                        |                        |                |                |                |                |                |                |  |  |                          |              |              |              |              |              |              |              |              |              |              |              |            |            |            |            |            |            |
|  |  |                        |                      |                      |                      |                      |                      |            |            |            |            |            |            | 【聖地封印】           |                        |                        |                        |                        |                        |                |                |                |                |                |                |  |  |                          |              |              |              |              |              |              |              |              |              |              |              |            |            |            |            |            |            |
|  |  |                        |                      |                      |                      |                      |                      |            |            |            |            |            |            |                        |                        |                        |                        |                        |                        |                |                |                |                |                |                |  |  |                          |              |              |              |              |              |              |              |              |              |              |              |            |            |            |            |            |            |
|  |  |                        |                      |                      |                      |                      |                      |            |            |            |            |            |            | 【ハイラル王国建国】   |                        |                        |                        |                        |                        |                |                |                |                |                |                |  |  |                          |              |              |              |              |              |              |              |              |              |              |              |            |            |            |            |            |            |
|  |  |                        |                      |                      |                      |                      |                      |            |            |            |            |            |            |                        |                        |                        |                        |                        |                        |                |                |                |                |                |                |  |  |                          |              |              |              |              |              |              |              |              |              |              |              |            |            |            |            |            |            |
|  |  |                        |                      |                      |                      |                      |                      |            |            |            |            |            |            | ふしぎのぼうし         |                        |                        |                        |                        |                        |                |                |                |                |                |                |  |  |                          |              |              |              |              |              |              |              |              |              |              |              |            |            |            |            |            |            |
|  |  |                        |                      |                      |                      |                      |                      |            |            |            |            |            |            |                        |                        |                        |                        |                        |                        |                |                |                |                |                |                |  |  |                          |              |              |              |              |              |              |              |              |              |              |              |            |            |            |            |            |            |
|  |  |                        |                      |                      |                      |                      |                      |            |            |            |            |            |            | 4つの剣                |                        |                        |                        |                        |                        |                |                |                |                |                |                |  |  |                          |              |              |              |              |              |              |              |              |              |              |              |            |            |            |            |            |            |
|  |  |                        |                      |                      |                      |                      |                      |            |            |            |            |            |            |                        |                        |                        |                        |                        |                        |                |                |                |                |                |                |  |  |                          |              |              |              |              |              |              |              |              |              |              |              |            |            |            |            |            |            |
|  |  |                        |                      |                      |                      |                      |                      |            |            |            |            |            |            | 【ハイラル統一戦争】   |                        |                        |                        |                        |                        |                |                |                |                |                |                |  |  |                          |              |              |              |              |              |              |              |              |              |              |              |            |            |            |            |            |            |
|  |  |                        |                      |                      |                      |                      |                      |            |            |            |            |            |            |                        |                        |                        |                        |                        |                        |                |                |                |                |                |                |  |  |                          |              |              |              |              |              |              |              |              |              |              |              |            |            |            |            |            |            |
|  |  |                        |                      |                      |                      |                      |                      |            |            |            |            |            |            | 時のオカリナ           |                        |                        |                        |                        |                        |                |                |                |                |                |                |  |  |                          |              |              |              |              |              |              |              |              |              |              |              |            |            |            |            |            |            |
|  |  |                        |                      |                      |                      |                      |                      |            |            |            |            |            |            |                        |                        |                        |                        |                        |                        |                |                |                |                |                |                |  |  |                          |              |              |              |              |              |              |              |              |              |              |              |            |            |            |            |            |            |
|  |  | 【時の勇者の敗北】     | 【時の勇者の敗北】   | 【時の勇者の敗北】   | 【時の勇者の敗北】   | 【時の勇者の敗北】   | 【時の勇者の敗北】   |            |            |            |            |            |            | 【時の勇者の勝利】     | 【時の勇者の勝利】     | 【時の勇者の勝利】     | 【時の勇者の勝利】     | 【時の勇者の勝利】     | 【時の勇者の勝利】     |                |                |                |                |                |                |  |  |                          |              |              |              |              |              |              |              |              |              |              |              |            |            |            |            |            |            |
|  |  | 【時の勇者の敗北】     | 【時の勇者の敗北】   | 【時の勇者の敗北】   | 【時の勇者の敗北】   | 【時の勇者の敗北】   | 【時の勇者の敗北】   |            |            |            |            |            |            | 【時の勇者の勝利】     | 【時の勇者の勝利】     | 【時の勇者の勝利】     | 【時の勇者の勝利】     | 【時の勇者の勝利】     | 【時の勇者の勝利】     |                |                |                |                |                |                |  |  |                          |              |              |              |              |              |              |              |              |              |              |              |            |            |            |            |            |            |
|  |  |                        |                      |                      |                      |                      |                      |            |            |            |            |            |            | 【子供時代】           | 【子供時代】           | 【子供時代】           | 【子供時代】           | 【子供時代】           | 【子供時代】           |                |                |                |                |                |                |  |  | 【大人時代】             | 【大人時代】 | 【大人時代】 | 【大人時代】 | 【大人時代】 | 【大人時代】 |              |              |              |              |              |              |            |            |            |            |            |            |
|  |  | 【封印戦争】           | 【封印戦争】         | 【封印戦争】         | 【封印戦争】         | 【封印戦争】         | 【封印戦争】         |            |            |            |            |            |            | 【子供時代】           | 【子供時代】           | 【子供時代】           | 【子供時代】           | 【子供時代】           | 【子供時代】           | ムジュラの仮面 | ムジュラの仮面 | ムジュラの仮面 | ムジュラの仮面 | ムジュラの仮面 | ムジュラの仮面 |  |  | 【大人時代】             | 【大人時代】 | 【大人時代】 | 【大人時代】 | 【大人時代】 | 【大人時代】 |              |              |              |              |              |              |            |            |            |            |            |            |
|  |  | 【封印戦争】           | 【封印戦争】         | 【封印戦争】         | 【封印戦争】         | 【封印戦争】         | 【封印戦争】         |            |            |            |            |            |            |                        |                        |                        |                        |                        |                        | ムジュラの仮面 | ムジュラの仮面 | ムジュラの仮面 | ムジュラの仮面 | ムジュラの仮面 | ムジュラの仮面 |  |  | 【ハイラル水没】         |              |              |              |              |              |              |              |              |              |              |              |            |            |            |            |            |            |
|  |  | 神々のトライフォース   | 神々のトライフォース | 神々のトライフォース | 神々のトライフォース | 神々のトライフォース | 神々のトライフォース |            |            |            |            |            |            | トワイライトプリンセス | トワイライトプリンセス | トワイライトプリンセス | トワイライトプリンセス | トワイライトプリンセス | トワイライトプリンセス |                |                |                |                |                |                |  |  |                          |              |              |              |              |              |              |              |              |              |              |              |            |            |            |            |            |            |
|  |  | 神々のトライフォース   | 神々のトライフォース | 神々のトライフォース | 神々のトライフォース | 神々のトライフォース | 神々のトライフォース | 夢をみる島 | 夢をみる島 | 夢をみる島 | 夢をみる島 | 夢をみる島 | 夢をみる島 | トワイライトプリンセス | トワイライトプリンセス | トワイライトプリンセス | トワイライトプリンセス | トワイライトプリンセス | トワイライトプリンセス |                |                |                |                |                |                |  |  |                          |              |              |              |              |              |              |              |              |              |              |              | 風のタクト | 風のタクト | 風のタクト | 風のタクト | 風のタクト | 風のタクト |
|  |  |                        |                      |                      |                      |                      |                      | 夢をみる島 | 夢をみる島 | 夢をみる島 | 夢をみる島 | 夢をみる島 | 夢をみる島 |                        |                        |                        |                        |                        |                        | 4つの剣+       | 4つの剣+       | 4つの剣+       | 4つの剣+       | 4つの剣+       | 4つの剣+       |  |  |                          |              |              |              |              |              | 夢幻の砂時計 | 夢幻の砂時計 | 夢幻の砂時計 | 夢幻の砂時計 | 夢幻の砂時計 | 夢幻の砂時計 | 風のタクト | 風のタクト | 風のタクト | 風のタクト | 風のタクト | 風のタクト |
|  |  | ふしぎの木の実         |                      |                      |                      |                      |                      |            |            |            |            |            |            |                        |                        |                        |                        |                        |                        | 4つの剣+       | 4つの剣+       | 4つの剣+       | 4つの剣+       | 4つの剣+       | 4つの剣+       |  |  |                          |              |              |              |              |              | 夢幻の砂時計 | 夢幻の砂時計 | 夢幻の砂時計 | 夢幻の砂時計 | 夢幻の砂時計 | 夢幻の砂時計 |            |            |            |            |            |            |
|  |  |                        |                      |                      |                      |                      |                      |            |            |            |            |            |            |                        |                        |                        |                        |                        |                        |                |                |                |                |                |                |  |  | 【新生ハイラル王国建国】 |              |              |              |              |              |              |              |              |              |              |              |            |            |            |            |            |            |
|  |  | 神々のトライフォース2  |                      |                      |                      |                      |                      |            |            |            |            |            |            |                        |                        |                        |                        |                        |                        |                |                |                |                |                |                |  |  |                          |              |              |              |              |              |              |              |              |              |              |              |            |            |            |            |            |            |
|  |  | トライフォース3銃士    | トライフォース3銃士  | トライフォース3銃士  | トライフォース3銃士  | トライフォース3銃士  | トライフォース3銃士  |            |            |            |            |            |            |                        |                        |                        |                        |                        |                        |                |                |                |                |                |                |  |  | 大地の汽笛               | 大地の汽笛   | 大地の汽笛   | 大地の汽笛   | 大地の汽笛   | 大地の汽笛   |              |              |              |              |              |              |            |            |            |            |            |            |
|  |  | トライフォース3銃士    | トライフォース3銃士  | トライフォース3銃士  | トライフォース3銃士  | トライフォース3銃士  | トライフォース3銃士  |            |            |            |            |            |            |                        |                        |                        |                        |                        |                        |                |                |                |                |                |                |  |  | 大地の汽笛               | 大地の汽笛   | 大地の汽笛   | 大地の汽笛   | 大地の汽笛   | 大地の汽笛   |              |              |              |              |              |              |            |            |            |            |            |            |
|  |  | 知恵のかりもの         |                      |                      |                      |                      |                      |            |            |            |            |            |            |                        |                        |                        |                        |                        |                        |                |                |                |                |                |                |  |  |                          |              |              |              |              |              |              |              |              |              |              |              |            |            |            |            |            |            |
|  |  |                        |                      |                      |                      |                      |                      |            |            |            |            |            |            |                        |                        |                        |                        |                        |                        |                |                |                |                |                |                |  |  |                          |              |              |              |              |              |              |              |              |              |              |              |            |            |            |            |            |            |
|  |  | 【初代ゼルダ姫の悲劇】 |                      |                      |                      |                      |                      |            |            |            |            |            |            |                        |                        |                        |                        |                        |                        |                |                |                |                |                |                |  |  |                          |              |              |              |              |              |              |              |              |              |              |              |            |            |            |            |            |            |
|  |  |                        |                      |                      |                      |                      |                      |            |            |            |            |            |            |                        |                        |                        |                        |                        |                        |                |                |                |                |                |                |  |  |                          |              |              |              |              |              |              |              |              |              |              |              |            |            |            |            |            |            |
|  |  | 【ハイラル王国衰退】   |                      |                      |                      |                      |                      |            |            |            |            |            |            |                        |                        |                        |                        |                        |                        |                |                |                |                |                |                |  |  |                          |              |              |              |              |              |              |              |              |              |              |              |            |            |            |            |            |            |
|  |  |                        |                      |                      |                      |                      |                      |            |            |            |            |            |            |                        |                        |                        |                        |                        |                        |                |                |                |                |                |                |  |  |                          |              |              |              |              |              |              |              |              |              |              |              |            |            |            |            |            |            |
|  |  | ゼルダの伝説           |                      |                      |                      |                      |                      |            |            |            |            |            |            |                        |                        |                        |                        |                        |                        |                |                |                |                |                |                |  |  |                          |              |              |              |              |              |              |              |              |              |              |              |            |            |            |            |            |            |
|  |  | リンクの冒険           |                      |                      |                      |                      |                      |            |            |            |            |            |            |                        |                        |                        |                        |                        |                        |                |                |                |                |                |                |  |  |                          |              |              |              |              |              |              |              |              |              |              |              |            |            |            |            |            |            |

## コンサート
マリオ&ゼルダ ビッグバンドライブ（2003年）
マリオシリーズとゼルダシリーズの曲の数々をビッグバンドが演奏したライブコンサート。9月14日開催。ステージには、任天堂から宮本茂、近藤浩治、手塚卓志、戸高一生、永田権太の5人も登場し、演奏にも参加した。この音源は後にCD化され、また、映像を収めたDVDがゲーム雑誌『ニンテンドードリーム』の付録となった。
ゼルダの伝説 25周年 シンフォニー オーケストラコンサート（2011年）
ゼルダシリーズ25周年を記念して日米欧でオーケストラコンサートが行われた。日本では10月10日に開催。
The Legend of Zelda: Symphony of the Goddesses（2012年以降随時）
主に北米と欧州でオーケストラコンサートツアーが継続的に開催されている。
ゼルダの伝説シンフォニー：ムジュラの仮面 3D発売記念コンサート（2015年）
上記の『Symphony of the Goddesses』の一環で、『ムジュラの仮面3D』の発売を記念したコンサートが日本で2月7日に行われた。
ゼルダの伝説30周年記念コンサート（2016年）
ゼルダシリーズ30周年を記念して行われたオーケストラコンサート。京都で10月1日に、東京で10月16日と12月4日に、大阪で12月1日に、名古屋で12月14日に開催された。また、10月16日の東京公演の内容を収録したCDが2017年2月15日に発売された。
ゼルダの伝説 コンサート 2018（2018年）
東京で11月22日と12月14日に、大阪で11月25日に開催されたオーケストラコンサート。今回のコンサートには、ゲーム内で印象的に用いられている楽器、オカリナ、ハープ、アコーディオンの3つに焦点を当てた演目も含まれている。前述の公演のうち12月14日の東京公演の内容を収録したCDが2019年3月6日に発売された。
ゼルダの伝説 オーケストラコンサート（2024年）
Nintendo Live 2024 TOKYOにて開催を予定していた音楽ライブ。2月9日20時にYouTubeにてプレミア公開された。